# Polo delle Libertà
Il Polo delle Libertà (PdL) è stata una coalizione elettorale di centro-destra presentatasi in occasione delle elezioni politiche in Italia del 1994.
Comprendeva essenzialmente Forza Italia e Lega Nord e si presentava unicamente nei collegi uninominali centro-settentrionali; in quelli centro-meridionali, invece, era presente la coalizione rappresentata dal Polo del Buon Governo, che si componeva di Forza Italia e Alleanza Nazionale. Entrambe le coalizioni sostenevano la leadership di Silvio Berlusconi, leader di Forza Italia. Erano candidati, in entrambe le coalizioni, anche esponenti del Centro Cristiano Democratico e dell'Unione di Centro, mentre del solo Polo delle Libertà facevano parte anche i radicali della Lista Pannella - Riformatori.
Il Polo delle Libertà si presentava dunque in concorrenza con lo schieramento di centro-sinistra dei Progressisti, con quello di centro del Patto per l'Italia e con la stessa Alleanza Nazionale.

## Nascita del Polo delle Libertà
L'espressione Polo della Libertà fu coniata da Umberto Bossi nel dicembre 1993 per raggruppare lo schieramento da opporre alla coalizione di centro-sinistra egemonizzata dal Partito Democratico della Sinistra: «Il polo della libertà deve nascere per fermare questi bolscevichi all'italiana», disse il leader della Lega Nord alludendo agli uomini di Achille Occhetto.
Ancora il 7 gennaio 1994 il leghista Roberto Maroni parlava di polo della libertà come «la casa comune dei liberaldemocratici».
L'11 gennaio 1994 Berlusconi inizia a parlare di un «polo delle libertà» e, quattro giorni dopo, riferisce che «la costruzione di un polo delle libertà, cioè la tela a cui in parecchi stiamo lavorando con passione, è davvero a buon punto».
Il 26 gennaio 1994, giorno della sua «discesa in campo», Berlusconi lancerà ufficialmente il progetto del Polo delle Libertà come coalizione imperniata su Forza Italia. Sosterrà: «è indispensabile che al cartello delle sinistre si opponga un Polo delle Libertà che sia capace di attrarre a sé il meglio di un Paese pulito, ragionevole, moderno. Di questo Polo delle Libertà dovranno far parte tutte le forze che si richiamano ai principi fondamentali delle democrazie occidentali».
Da sottolineare, comunque, che l'espressione Polo delle Libertà (così come quella di Polo del Buon Governo) non aveva i crismi dell'ufficialità. Infatti, a causa del tipo di aggregazione e di alleanze impossibili da ricondurre sotto un unico logo, non esisteva un simbolo identificativo della coalizione: fu così che per la quota maggioritaria della Camera i nomi dei candidati di coalizione erano affiancati, sulla scheda elettorale, dai simboli di ciascuna lista appartenente all'alleanza; nel caso del Senato, dove era ammesso un solo contrassegno per coalizione, la scelta ricadde su una meccanica sovrapposizione dei singoli simboli, senza dunque alcuna effettiva denominazione.
L'asimmetria delle due coalizioni si riflesse anche nelle modalità di presentazione nelle varie circoscrizioni:
L'accordo tra Forza Italia e Lega Nord fu raggiunto il 30 gennaio 1994: esso prevedeva che i due partiti presentassero candidature comuni nei collegi uninominali delle regioni centrosettentrionali e che il 70% dei candidati sarebbe stato in quota Lega, mentre il restante 30% sarebbe stato attribuito a Forza Italia e alle altre formazioni politiche (Centro Cristiano Democratico e Unione di Centro). La Lega, inoltre, avrebbe accettato che Forza Italia stringesse un'alleanza con Alleanza Nazionale nei collegi centro-meridionali. L'indomani una conferenza stampa unitaria annunciò l'avvenuto accordo elettorale.
È importante sottolineare come, a differenza della generalità delle altre alleanze politico-elettorali della storia italiana, la coalizione del Polo non si estese a livello locale alle elezioni amministrative, contribuendo con ciò all'instabilità della stessa.

## La vittoria elettorale e il governo Berlusconi I
I seggi ottenuti complessivamente dal centro-destra assicurarono una maggioranza netta alla Camera, mentre al Senato sfiorò per pochi seggi la maggioranza assoluta.
Per la quota maggioritaria della Camera il Polo delle Libertà ottenne 164 seggi: 107 andarono alla Lega, 44 a Forza Italia, 7 al CCD e 6 ai radicali (che si iscrissero al gruppo parlamentare di Forza Italia). Al Senato la coalizione ottenne 82 seggi: 60 andarono alla Lega, 19 a Forza Italia, 2 al CCD e 1 ai radicali (Sergio Stanzani). Particolarmente netto fu il risultato di gradimento fra i giovani, con tre punti percentuali di differenza fra i risultati per la Camera a suffragio universale e quelli per il Senato a suffragio ristretto.
Grazie all'appoggio di alcuni senatori a vita, fu formato il governo Berlusconi I, che vedeva la partecipazione di tutti i partiti della coalizione. I radicali, esclusi dal governo per l'opposizione di AN, furono ricompensati con la nomina di Emma Bonino a commissario europeo). L'esecutivo però ebbe vita breve per l'insofferenza della Lega Nord a governare assieme ad Alleanza Nazionale (ritenuta forza assistenzialista e ancora compromessa col fascismo) e i continui attacchi di Umberto Bossi al Presidente del Consiglio.
Già durante il primo governo Berlusconi, intanto, si era iniziati ad usare l'espressione Polo delle Libertà per riferirsi a tutta l'area di governo, facendo cadere in disuso l'espressione Polo del Buon Governo. Il centro-destra, quindi, assunse definitivamente il nome di Polo per le Libertà in occasione delle elezioni politiche del 1996. Della coalizione facevano parte:
- Forza Italia;
- Alleanza Nazionale;
- Centro Cristiano Democratico - Cristiani Democratici Uniti;
- Unione di Centro.

## Risultati elettorali
| Elezione       | Elezione             | Voti      | %     | Seggi |
| -------------- | -------------------- | --------- | ----- | ----- |
| Politiche 1994 | Maggioritario Camera | 8.767.720 | 22,77 | 164   |
| Senato         | 6.570.468            | 19,87     | 82    |       |